# 德梅因鎮區 (密蘇里州克拉克縣)
德梅因鎮區（英語：Des Moines Township）是位於美國密蘇里州克拉克縣的一個行政鎮區。

## 地方資料
德梅因鎮區的面積為75.40平方千米，當中陸地面積為73.08平方千米，而水域面積為2.32平方千米。根據2020年美國人口普查的數據，當地共有人口853人，而人口密度為每平方千米11.31人。